# Croad Langshan
Croad Langshan er en hønserace, der antagelig stammer fra Kina.
Hanen vejer 3,5-4,25 kg, og hønen vejer 3-3,5 kg. De lægger årligt 160 mørkebrune æg à 58-64 gram. Racen findes også i dværgform.

## Farvevariationer
- Sort
- Hvid
- Blå